# Kieran Brookes
Kieran Brookes (Stoke-on-Trent, 29 agosto 1990) è un rugbista a 15 internazionale per l'Inghilterra che ha rappresentato, a livello giovanile, anche l'Irlanda; dal 2018 milita, nel ruolo di pilone, nella squadra di English Premiership dei Wasps.

## Biografia
Inglese di Stoke-on-Trent, ma di madre nordirlandese di Londonderry, Brookes è idoneo a rappresentare sia l'Irlanda che l'Inghilterra, e in effetti all'inizio della sua carriera compì la trafila internazionale giovanile fino all'Under-18 con le Nazionali irlandesi, decidendo di legarsi all'Inghilterra nel 2010 con l'esordio nella Nazionale Under-20 e, successivamente, l'Inghilterra A.
Cresciuto nel Lancashire, militò nelle giovanili del Fylde, club di Lytham St Annes, e divenne professionista nelle file del Newcastle, con cui debuttò in campionato nel 2009 contro i Saracens.
Nel 2011 fu al Leicester che, dopo una stagione, lo prestarono con la formula del doppio tesseramento al Doncaster, in seconda divisione; rientrato dal prestito, in quella stessa stagione Leicester lo prestò allo stesso Newcastle con analoga formula, mossa permessa dal fatto che anche tale club militava in seconda divisione.
Con Newcastle guadagnò la promozione e il ritorno in Premiership e fu ceduto a titolo definitivo; nel gennaio 2015 annunciò il trasferimento al Northampton a partire dalla stagione 2015-16.
A livello internazionale, debuttante per l'Inghilterra maggiore nel corso del tour in Nuova Zelanda del 2014, ha disputato il suo primo test match da titolare contro la Francia in occasione degli incontri di preparazione alla Coppa del Mondo di rugby 2015, venendo successivamente incluso nella squadra inglese selezionata per prendere parte alla rassegna mondiale.

## Palmarès
- Challenge Cup: 1
Tolone: 2022-23